# Guglielmo Folliero de Luna
Guglielmo Folliero de Luna (5 ottobre 1822 – Napoli, 7 novembre 1871) è stato uno scrittore italiano, autore teatrale, poeta e narratore.

## Biografia
Nato nel 1822 in una colta famiglia napoletana di letterati, era figlio di Cecilia Folliero de Luna e fratello di Giuseppe, Adelaide e Aurelia, anch'essi scrittori e patrioti.
Inizialmente vicino ai Borbone, Guglielmo divenne garibaldino e in seguito fu deluso dal tradimento degli ideali risorgimentali da parte dei Savoia. Luogotenente in un reggimento della Marina regia napoletana, fu comandante a partire dal 1860 nella Marina italiana. Si sposò una prima volta nel 1847-1848 e, rimasto vedovo nel 1867, si risposò nel 1868. Ebbe dieci figli (di cui otto dal primo matrimonio).
Nel 1858 pubblicò Teatro drammatico italiano, una raccolta di testi d'ispirazione romantica, intonazione moralistica e intento pedagogico. Il romanzo I misteri politici della Luna (1863), una novella allegorica ispirata alle vicende italiane che conducono all'unificazione e ambientata sulla Luna, è considerata uno degli esempi di protofantascienza italiana dell'Ottocento. In essa Folliero de Luna allude ai protagonisti del Risorgimento usando nomi da lui inventati: Cavour è «Arcobaleno», Garibaldi «Gigante», Vittorio Emanuele II «Miracolo».
Venne assassinato nel 1871 da un delinquente all'uscita del Palazzo reale di Napoli.

## Opere
(parziale)
- Teatro drammatico italiano, 1858 (testo originale)
- I misteri politici della Luna, Giuseppe Marghieri Editore, 1863 (testo originale)